# Acadèmia de la Llengua Asturiana

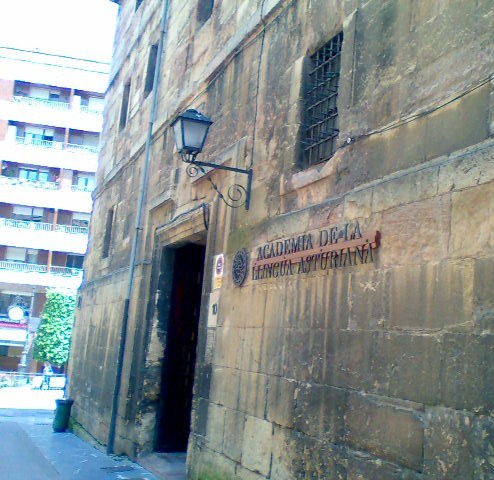
Seu de l'Acadèmia a Oviedo

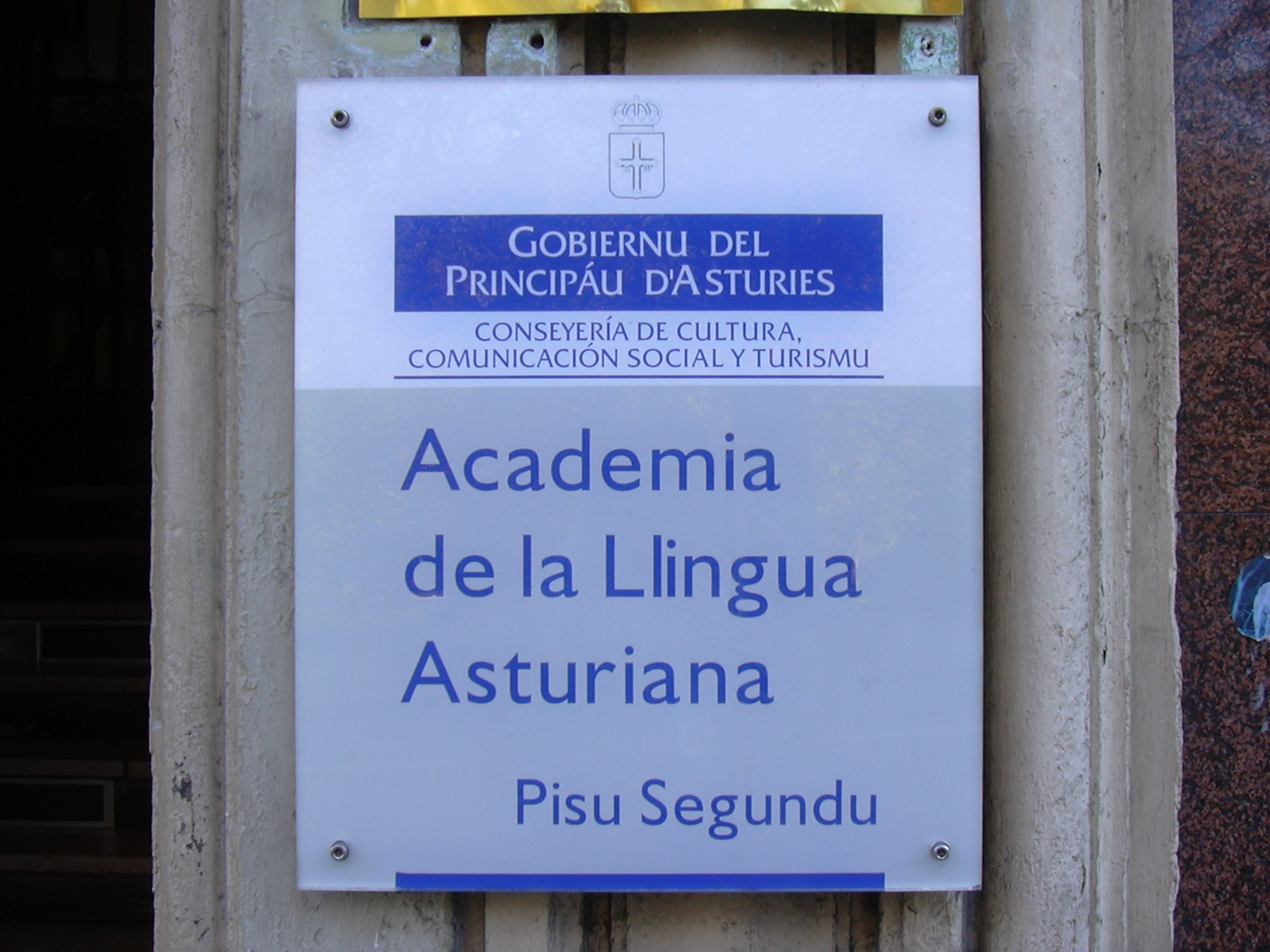
Vella seu de l'Acadèmia a Oviedo.

L'Acadèmia de la Llengua Asturiana (ALLA, Academia de la Llingua Asturiana en asturià) és una institució del Principat d'Astúries l'objectiu de la qual és l'estudi, la promoció i la defensa de l'asturià.,
La seva seu està situada a Oviedo (Astúries).

## Història
Els orígens de la ALLA es remunten a finals del segle xviii, quan Jovellanos i el canonge González de Posada n'intercanvien correspondència el 1791. El projecte de Jovellanos no pogué dur-se a terme a causa del seu desterrament a Mallorca.
Durant la segona dècada del segle xx es creà la Real Academia Asturiana de las Artes y las Letras, afavorida per gent com Pepín de Pría. Es dividia en quatre seccions, i el seu principal objectiu era realitzar un diccionari i una gramàtica asturianes i publicar una revista. La resta de seccions tenien com a fi el promocionar la literatura, el teatre i la música asturianes.
Amb el retorn de la democràcia a Espanya l'ens preautonòmic, el Consell Regional, aprova la creació de l'actual acadèmia, que es fundaria el 15 de desembre de 1980. Els seus fins eren la investigació i normalització gramatical de les diferents varietats de l'asturià, inventariar el seu lèxic, promoure la seva difusió, regularitzar el seu ensenyament, fomentar el seu ús com a mitjà d'expressió dels asturians, promoure concursos literaris i fer estudis lingüístics.
Xosé Lluis García Arias en fou el president des de la seva fundació fins a l'any 2001. La seva successora en el càrrec fou Ana Cano. L'actual president és Xosé Antón González Riaño. L'Acadèmia consta de 22 membres de número, 24 membres corresponents i 20 acadèmics d'honor.

## Treballs
El 1981 es publicà el primer treball normatiu de l'Acadèmia, Normes Ortográfiques y Conxugación de Verbos. Altres publicacions a destacar són la Gramática de la Llingua Asturiana el 1998 i el 2000 el Diccionariu de l'Academia de la Llingua Asturiana, també conegut per les seves sigles «DALLA».
Publica periòdicament una revista titulada Lletres Asturianes (butlletí oficial de la institució), així com llibres i revistes relacionades amb l'estudi de la llengua, la literatura i la cultura asturiana: Cultures. Revista de cultura asturiana i Lliteratura. Revista lliteraria asturiana. Entre les seves col·leccions de llibres es troben: Toponimia (nòmines toponímiques orals), Llibrería llingüística (estudis filològics), Preseos (vocabularis), Cartafueyos normativos (textos normatius d'aplicació en el procés de normalització social de la llengua asturiana), Llibrería académica (creació literària), Escolín (infantil), Lliteratura xuvenil, Cuquiellu, Mázcara (teatre)...
També celebra cada any el Dia de les lletres asturianes des de 1982, així com unes sessions internacionals d'estudi (Xornaes Internacionales d'Estudiu), de caràcter anual i el Alcuentru "Llingua Minoritaria y Educación" de caràcter bianual.

## Presència fora d'Astúries
En ser l'única Acadèmia oficial en tot el domini lingüístic asturlleonès, la institució és un referent obligat en el Principat d'Astúries i una opció molt valorada i consultada fora d'aquesta comunitat autònoma.
Tanmateix cal assenyalar que l'Acadèmia no té cap mena de força legal per normativitzar l'ús de les diferents varietats del domini fora del Principat, encara que són emprades, normalment, entre els nous escriptors en lleonès.
El 2006, l'Acadèmia, per mitjà de dos dels seus membres, Xosé Lluís García Arias i Xosé Antón González Riaño, va dur a terme un estudi sociolingüístic en la muntanya de la província de Lleó.
La Academia de la Lengua Asturiana organitza des del 2008 cursos d'asturlleonès a Ponferrada i Astorga, juntament amb el Consell Comarcal del Bierzo i l'associació La Caleya.

## Membres
El desembre de 2017 els membres són o han estat:
Acadèmics numeraris:
- Genaro Alonso Megido
- Lluis Xabel Álvarez Fernández
- Ramón d'Andrés Díaz
- Xosé Bolado García
- Ana María Cano González
- Inaciu Galán y González
- Javier Fernández Conde
- Xosé Lluis García Arias
- Vicente García Oliva
- Manuel Asur González García
- Xosé Antón González Riaño
- Roberto González-Quevedo González
- Xosé Ramón Iglesias Cueva
- Carlos Lastra López
- Francisco José Llera Ramo
- Pablo Xuan Manzano Rodríguez
- Josefina Martínez Álvarez
- Marta Mori de Arriba
- Carmen Muñiz Cachón
- Berta Piñán Suárez
- Urbano Rodríguez Vázquez
- Carlos Rubiera Tuya
- Xuan Xosé Sánchez Vicente
- Isabel Torrente Fernández
- Cristina Valdés Rodríguez
- Emilio Barriuso Fernández (†)
- María Josefa Canellada Llavona (†)
- Lorenzo Novo Mier (†)
- Miguel Ramos Corrada (†)

Acadèmics corresponents:
- Lourdes Álvarez García
- Nicolás Bartolomé Pérez
- Xuan Bello Fernán
- Xurde Blanco Puente
- Adolfo Camilo Díaz López
- José Antonio Fernández Vior
- Félix Ferreiro Currás
- Xosé Ignaciu Fonseca Alonso
- Ernesto García del Castillo
- Corsino García Gutiérrez
- Mª Esther García López
- Xulio Llaneza Fernández
- Alfonso Martín Caso
- David Melendi Palacio
- Próspero Morán López
- David Rivas Infante
- Vicente Rodríguez Hevia
- Miguel Solís Santos
- Pablo Suárez García
- Xose Antón Suárez Puente
- Juan Carlos Villaverde Amieva
- Felipe Prieto García (†)
- Xosé Álvarez Fernández (†)
- Manuel d'Andrés Fernández (†)
- Andrés Solar Santurio (†)

Acadèmics honoraris:
- Sr./Sra. President/a del Coleutivu Fernández de Castro
- Sr./Sra. President/a de l'Euskaltzaindia
- James W. Fernández McClintock
- Xulián Fernández Montes
- Raimundo Fernández Rodríguez
- Michael Metzeltin
- José Ramón Morala Rodríguez
- José Ángel Hevia Velasco
- Sr./Sra. President/a de l'Institut d'Estudis Catalans
- Jesús Landeira
- Júlio Meirinhos
- Celso Muñiz
- Sr./Sra. Director/a de la Real Academia Española
- Sr./Sra. President/a de la Real Academia Galega
- Emilio Alarcos Llorach (†)
- José Aurelio Álvarez Fernández (†)
- Álvaro Galmés de Fuentes (†)
- Manuel García-Galano (†)
- Joaquín Manzanares Rodríguez-Mir (†)
- José Luis Pensado Tomé (†)
- Alonso Zamora Vicente (†)